# Edmund Steppes
Edmund Carl Ferdinand Maria Steppes (* 11. Juli 1873 in Burghausen; † 9. Dezember 1968 in Deggendorf) war ein deutscher Landschaftsmaler.

## Leben

### Kindheit und Jugend
Edmund Steppes war das zweite von fünf Kindern Karl und Eleonore Steppes (geb. Freiin von Schleich). Sein Vater Karl Steppes war königlicher Bezirksgeometer und wurde 1882 nach München versetzt, wo Edmund 1891 mit einem mittleren Bildungsabschluss und dem Zeugnis über die wissenschaftliche Befähigung für den einjährig-freiwilligen Dienst das Realgymnasium verlässt. In München nutzte der junge Edmund nach eigener Aussage in einem späteren Rückblick mit Begeisterung das Angebot der dortigen Kunstmuseen. Vielleicht auch angeregt durch die Atmosphäre der Kunstmetropole München, in der um die Jahrhundertwende zahlreiche sezessionistische Bewegungen entstanden, strebte Steppes die Ausbildung zum Künstler an.

### Lehr- und Wanderjahre (1891–1901)
Nach Absolvierung des Realgymnasiums besuchte er als Vorbereitung auf die Akademie ab 1891 die private Malerschule von Heinrich Knirr in München, die um 1898 unter anderem auch Paul Klee und Oskar Graf besuchten. Im Herbst 1892 begann er nach erfolgreicher Aufnahmeprüfung sein Studium an der Akademie der Bildenden Künste bei Gabriel Hackl. Im Sommer 1893 stellte der junge Künstler erfolgreich im Münchner Kunstverein aus. Andreas Zoller spekuliert in seiner Biographie aus dem Jahre 2000, dass die auffallend frühe Ausstellung seiner Werke, die eigentlich erst Meisterschülern der Akademie gestattet wurde, zu Unmut unter den Professoren des Künstlers und letztendlich zu seinem vorzeitigen Verlassen der Akademie geführt habe. Andererseits ließe sich daran auch das Selbstbewusstsein des jungen Malers ablesen, dessen Wesen wohl vielmehr dem eines Autodidakten entsprach. Nicht zuletzt äußerte sich Steppes selbst in seiner Schrift "Die deutsche Malerei" von 1907 betont abwertend zu den gängigen Lehrmethoden in der Kunst, die er in seiner jugendlichen Begeisterung mehr als Hemmung denn als Ausbildung verstanden hätte. Nach dem Weggang von der Akademie um 1894 fuhr Steppes daher fort, die Kunst im Selbststudium zu verfolgen, sich die technischen Aspekte der Malerei selbst anzueignen und sich im Zeichnen nach der Natur zu üben. In Begleitung seines Freundes Heinrich Reifferscheid (1872–1945), den er an der Akademie kennengelernt hatte, begab er sich bald auf Studienfahrten in die Schwäbische Alb und in die Schweiz. Gerade erstere Landschaft sollte Steppes wie auch das südlich davon gelegene Allgäu zur zweiten Heimat und zu einem „Malerrefugium“ werden.

### Erste Erfolge und künstlerische Hochzeit (bis 1930)
Reifferscheid verband den Individualisten Steppes zudem in gewissem Maße mit der Münchner Kunstschule und stellte den Kontakt zu dem Maler Emil Lugo (1840–1902) her, der ihm wiederum Kontaktstelle zu Ausstellern und Kunden, nicht zuletzt aber auch Freund und Lehrer wurde. 1895 wurde Steppes zum Einjährig-Freiwilligen-Dienst in einem Königlichen Infanterie-Regiment eingezogen, zu dem er sich 1891 gemeldet hatte. Schon vor Ablauf des Jahres wurde er jedoch als Dienstuntauglich entlassen, der Ersatzbehörde übergeben und erst in den letzten Monaten des Ersten Weltkrieges 1918 zu einer erneuten Musterung befohlen. Trotz der Bereitschaft Steppes‘, nach dem Schulabschluss auch die Militärlaufbahn als Alternative zur Kunst einzuschlagen, entging er dem Dienst an der Waffe weitgehend.
In den Jahren bis zur Jahrhundertwende konnte Steppes sich in der deutschen Kunstszene etablieren und auch im folgenden Jahrzehnt von anhaltendem Erfolg zehren. Etliche Ausstellungen sorgten für den steigenden Bekanntheitsgrad des jungen Künstlers, der seine Werke an staatliche Museen ebenso wie an private Auftraggeber verkaufen konnte. Im Kunst- und Kulturleben des frühen 20. Jahrhunderts hatte er einflussreiche Kontakte gewonnen. Geschult und unterstützt von Persönlichkeiten wie Henry Thode (1857–1920), Hans Thoma (1839–1924) und Karl Haider (1846–1912), pflegte er zudem den Kontakt zum Bayreuther Wagner-Kreis, dem Münchner Kunstverein sowie der Münchner Secession. Im Jahre 1901 stand sein Name bereits in zwei Künstlerlexika. Er gehörte zum Kreis um Emil Lugo (1840–1902). Es folgten Farbexperimente in der Art Heinrich Ludwigs.
Auch in seinem Privatleben begann er bald Wurzeln zu schlagen, indem er 1903 Anna Huber (1876–1951) heiratete, die ihm schon im folgenden Jahr die Tochter Erika Sophie Eleonore (1904–1993) gebar. Sein künstlerischer Stil, der zu Beginn seiner Schaffenszeit noch eher den gängigen Konventionen der Landschaftsmalerei gefolgt war, wurde in der Zeit um 1905 zunehmend individueller. Mehr und mehr wurden seine Werke auch im Ausland gewürdigt. Anlässlich einer Ausstellung in Heidelberg im Jahre 1906 wurde Steppes gar zum Hauptvertreter der künstlerischen Jugend gekürt, deren Ideal sich an der symbolistischen Kunst Arnold Böcklins und Hans Thomas orientierte. Die Jahre 1902–1917 überschrieb Andreas Zoller mit „die Jahre des Ruhmes“. Die Wiederentdeckung Arnold Böcklins in dieser Zeit zeigte Edmund Steppes an der Seite von Hans Thoma. Steppes geriet in den Wagner-Umkreis. Auch die Begegnung mit Ernst Haeckel wurde für ihn wesentlich. Mit dem Temperagemälde Die Mühle beteiligte sich Edmund Steppes 1904 als frühes Mitglied des Deutschen Künstlerbundes an der ersten DKB-Ausstellung im Königlichen Kunstausstellungsgebäude am Münchener Königsplatz.

#### Studium der Alten Meister

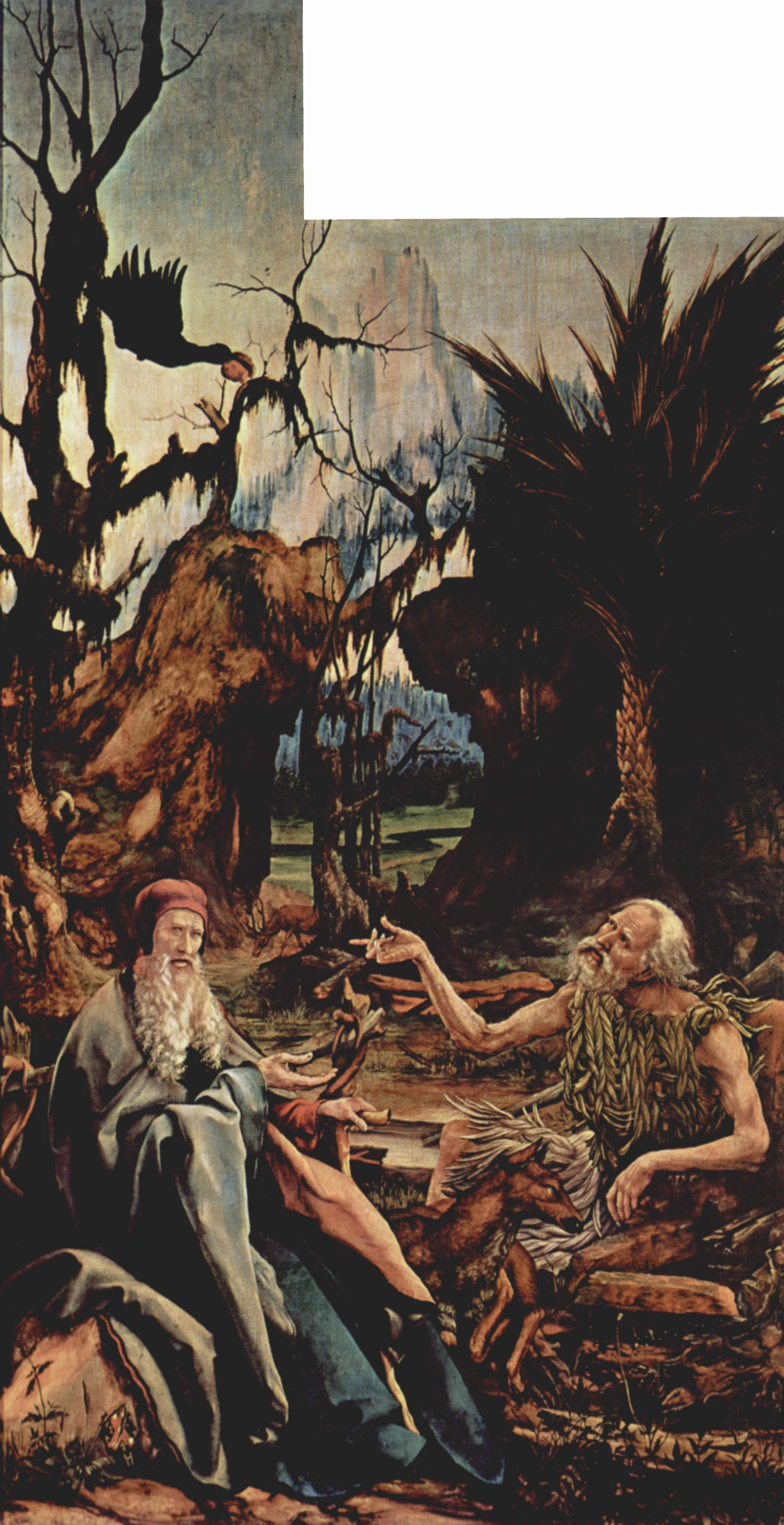
Isenheimer Altar, Ausschnitt

Wie Böcklin und Thoma beschäftigte auch Edmund Steppes sich umfassend mit dem Studium der Alten Meister und der spätgotischen Kunst. In seiner kunsttheoretischen Schrift „Die deutsche Malerei“ warb er dafür, sich vorwiegend an den altdeutschen und altniederländischen Meistern zu orientieren. Besonders die Werke der Künstler des 14. und 15. Jahrhunderts seien vorbildhaft und ließen das „Wesen“ deutscher Kunst erkennen. In einem autobiografischen Manuskript gibt Steppes über sich die Auskunft, dass er bereits als Junge mit großer Freude die Münchner Museen besucht habe und hebt hervor, dass ihm vor allem die Werke Matthias Grünewalds (um 1475-um 1530) und Albrecht Altdorfers (um 1480–1538) imponiert hätten. Zudem berief er sich später auf den nachhaltigen Eindruck, den Grünewalds Isenheimer Altar auf ihn gehabt hatte. Diesen hatte er während etlicher Aufenthalte bei seinem Onkel und Förderer Dr. Fritz Schmidtmüller und dessen Frau Christine von Schleich in Colmar besuchen können. Sich bewusst von dem religiösen Aspekt dieses Kunstwerks distanzierend, lässt sich in den Bildern Steppes‘ doch deutlich eine Orientierung an der teils bizarr dargestellten Landschaft mit bemoosten Bäumen und steilen Felsen feststellen.
In der Zeit nach dem Ersten Weltkrieg, der auch die Kunstproduktion Edmund Steppes‘ ausgebremst hatte, bis in die frühen Zwanziger Jahre knüpfte der Künstler nicht unmittelbar an den rasanten Erfolg der frühen Karriere an. Vielmehr zeichnete sich eine Sattelzeit in seinem Werk ab, während der verhältnismäßig wenig Gemälde und im Gegensatz dazu eine Vielzahl an Studienarbeiten entstanden. Bis um 1923 beschäftigte sich der Künstler auffallend intensiv mit dem Medium der Zeichnung sowie mit eingehenden Beobachtungen der Natur. Mit einem sensiblen Blick selbst für kleinste Details setzte er seine Eindrücke in überwiegend kleinformatigen Zeichnungen und Aquarellen um. Während der Auseinandersetzung mit spätgotischen Zeichnungen bildeten gerade auch die handwerklichen Aspekte des Zeichnens ein nachzueiferndes Ideal. Beim Studium der Natur- und Landschaftszeichnungen Wolf Hubers (um 1485–1553) strebte er etwa ein möglichst hohes Verständnis der Zeichentechnik an und übte sich, genaueste Kopien anzufertigen. Dabei achtete er besonders auf die Federführung des Zeichners und begann seine Kopierübungen sogar mit dem eigenhändigen Zuschneiden von Kielfedern, die dem mittelalterlichen Zeichengerät möglichst nahe kommen sollten. In manchen Fällen färbte er zudem das Papier flächig oder entlang seiner Kanten ein und fügte dem Blatt somit künstliche Alterungsspuren zu. Im Verlauf seiner praktischen Versuche griff er auch auf eine Technik Martin Schongauers (1448–1491) zurück, der die botanischen Vorlagen für pflanzliche Ornamente nicht frisch studierte, sondern die Pflanzen zunächst trocknete und erst die erstarrte Form abzeichnete. Gerade in Steppes‘ Zeichnungen von Disteln und Moosen lässt sich die Verwendung ähnlich präparierter Pflanzen erahnen.

#### Studium der Natur
Allerdings viele der von ihm erstellten Zeichnungen deutlich die Sprache des unmittelbaren Naturstudiums. Einzeln hervorgehobene Blumen, gerade auch die Wiesenstücke, wurden vor Ort gezeichnet und zeigen die Pflanzen in voller Frische und fest verwurzelt. Schon während des kurzen Studiums an der Münchner Akademie hatte Steppes begonnen, Ausflüge in die Schwäbischen Alb und ins Allgäu zu unternehmen. Auch die weitere Umgebung von München bis zum Staffelsee bot ihm unendliche Möglichkeiten für zahlreiche Exkursionen, die sich vor allem in den dort gemachten Skizzen und Studien nachverfolgen lassen. Nicht anders als die deutschen Romantiker des 19. Jahrhunderts, durchstreifte Edmund Steppes auch später noch die vornehmlich süddeutsche Landschaft mit Skizzenbuch und Zeichenmaterial und fing die bemerkenswertesten Entdeckungen auf dem Papier ein. Lediglich die aufwendigeren Aquarellierungen und die oft bemerkenswert präzise Reinzeichnung dürften in einem zweiten Arbeitsschritt im heimischen Atelier stattgefunden haben. Er zeichnete vor allem Pflanzen, Bäume und markante Felsformationen und experimentierte dabei auch mit unterschiedlichen Tinte- bzw. Tuscherezepturen. Dank der exakten Datierung der Blätter mit der charakteristischen, kalligraphisch anmutenden Signatur des Künstlers, lässt sich die Sammlung der Studienblätter systematisch erarbeiten und auf eine stilistische Entwicklung hin untersuchen. Liest man Die deutsche Malerei von Edmund Steppes, wird man von der Poetik seiner Sprache erfasst, mit der er liebevoll erlebte Natureindrücke und deren Bedeutung für die Kunst schildert. Keine Lehre an der Akademie und kein 'Sehen-Lernen' könnten mit dem unmittelbaren Erlebnis der Natur gleichziehen. Sie müsse vollständig erfahren werden und den Künstler durchdringen.
Besondere Aufmerksamkeit nehmen die beinahe an Tierwesen oder Menschen erinnernden Baumdarstellungen ein. Mit ihren oft anthropomorph erscheinenden Zügen, wirken die knorrigen und verwundenen Stämme der Bäume wie monströse Ungetüme. Zoller verwendet den treffenden Begriff „Baumleichen“ um die Wesen zu beschreiben, die oft zu grotesk erscheinen um nach unverändertem Vorbild nach der Natur gezeichnet worden zu sein. Sich nicht gänzlich von einer naturalistischen Darstellung lösend, lässt sich an diesen doch auch der Einfluss des Symbolismus und der Phantastik ablesen, der sich in der Malerei Steppes‘ bis in die Mitte der 20er Jahre wiederfinden lässt. Auch eine nahezu schwärmerische Beschäftigung mit der Natur über die unmittelbare Beobachtung hinaus könnte dem Zeichner hier unterstellt werden. Dabei macht sich gerade der Einfluss des Freundes Thode bemerkbar, der nicht zuletzt durch seine Charakterisierung der deutschen Kunst als gefühlsbetontes und an der Natur orientiertes Gegenmodell zum französischen Impressionismus, auch die geistige Grundhaltung Edmund Steppes‘ ausdrückte. Steppes selbst wurde um 1919 bis 1923 Gastgeber regelmäßiger Treffen einer Gruppe von Deutschtümlern, die die Begeisterung für eine neugermanische Naturreligion und die Mystifizierung der Natur teilten.
Steppes, der tatsächlicher Religiosität eher kritisch gegenüber stand und laut Zoller vor allem die Geselligkeit der Gruppe suchte, ließ sich nicht von dem religiösen Anspruch der „Naturapostel“ anstecken, sondern tauschte sich lieber über das geheimnisvolle, mystische Wesen der Natur in der Malerei aus. Im Gegensatz zu den botanischen Studienzeichnungen verschiedener Wiesenblumen, drücken die Baumgestalten gerade auch einen solchen tiefsinnigen Aspekt der Flora aus, ohne dabei religiös überhöht zu erscheinen. In seinem „Bekenntnis zur Kunst“ betont Steppes weiterhin die Erfahrung traumgleicher Einfälle für seine Gemälde, die ihm durch Literatur und Musik verliehen worden wären. Gerade mit Blick auf solcherart Traumwelten als Momente der Inspiration lässt sich vielleicht die Entstehung der Baumwesen erklären, die in ihrer Gestalt zwischen innigem Naturstudium und Traumgebilde stehen.
Während die Bäume, Pflanzen und Felsen in den Zeichnungen Steppes‘ eine Nahsicht des Künstlers suggerieren, bei der man sich ihn im Geiste nahezu bäuchlings am Boden liegend vorstellen kann, zeigen die Landschaftsausschnitte einen Sinn für die Wahrnehmung des Naturraumes im Ganzen. Beinahe ausschnitthaft, aber nichtsdestoweniger mit weit reichendem Blick zeigt Steppes Täler, Hügelketten und Gewässer und hält teils sogar atmosphärische Dynamiken fest. So erwecken einzelne Zeichnungen den Eindruck ruhiger sommerlicher Berglandschaften während andere durch schnelle Schwünge der Tuschfeder und entsprechende Anwendung von Weißhöhungen kräftige Winde und Luftbewegungen zeigen. Wie auch in den später entstandenen Licht- und Wolkenstudien ist jeweils ein flüchtiger Moment festgehalten, der sicherlich rasch und mit frischer Erinnerung zu Papier gebracht wurde. Obwohl er sich auch in seiner 1907 erschienenen Schrift noch wortstark vom Impressionismus und der damit verbundenen Verarbeitung von Eindrücken in einem Gemälde distanzierte, ist man nichtsdestoweniger versucht ihm – zumindest im Grundgedanken – ein ähnliches Konzept zu unterstellen. Nicht zuletzt, da nicht alle seiner Studienwerke gleich vor Ort entstanden sind, sondern erst nach der Heimkehr ins Atelier. Er rät sogar: „Zu Hause lege man seine draußen angefertigte Zeichnung beiseite und versuche, aus dem Gedächtnis den Eindruck zu zeichnen, den man vor der Natur erlebt. Dies bringt den größten Nutzen!“ Ob frisch in der Natur oder mit frischer Erinnerung im Atelier blieb es ihm doch wichtig, einen Eindruck, eine Impression festzuhalten um diese in seinen Gemälden umzusetzen – im Sinne der Komposition vieler Eindrücke und Erlebnisse in der Natur zu einem stimmungsvollen Ganzen.
Gode Krämer wies auf den Bestand an eigenen grafischen Werken, Zeichnungen und Skizzen, hin, die Edmund Steppes im Laufe seines Lebens anfertigte und säuberlich in Kartons sortiert verwahrte. Diese dienten ihm als haptische Erinnerungen an die Eindrücke seiner Ausflüge und Spaziergänge in der Natur, deren Charakter er in seinen Gemälden festzuhalten trachtete. Einige der Zeichnungen erscheinen dabei auch wie eine Gedächtnisstütze für einen landschaftlichen und naturräumlichen Eindruck. Träge, weiche Formen sind ebenso zu sehen wie scharfkantige Felsvorsprünge, fahle Vollmondnächte ebenso wie kräftig durchgefärbte Wiesen. Obwohl Steppes selbst sich nicht zuletzt in „Die deutsche Malerei“ unmissverständlich abweisend gegenüber dem aus Frankreich stammenden Impressionismus äußerte, verfolgte er in diesen Zeichnungen doch ähnliche Gedanken, indem er diese Eindrücke, Impressionen, mit Pinsel und Feder festhielt, und sei es nur, um sie später für die Komposition der „großen“ Gemälde zu verwenden.

### Die Zeit des Nationalsozialismus
Bereits am 1. Februar 1932 trat Steppes in die NSDAP ein (Mitgliedsnummer 873.834). Neben seiner völkischen Grundrichtung dürfte seine schlechte wirtschaftliche Situation mit ein Grund gewesen sein. Er war von 1937 bis 1944 mit insgesamt 24 Gemälden auf allen Große Deutsche Kunstausstellung in München vertreten.  1937 kaufte Hitler dort für 10.000 RM das Bild „Jurabach im Frühlingsschmuck“, was für Steppes den Durchbruch bedeutete. Hitler kauft bis 1940 fünf weitere Arbeiten. Zu weiteren Käufern gehörten Joseph Goebbels (1941) und Martin Bormann (1940). 1943 nahm Steppes die von Adolf Hitler verliehene Goethe-Medaille für Kunst und Wissenschaft entgegen. In der Endphase des Zweiten Weltkriegs nahm ihn Hitler im August 1944 in die Gottbegnadeten-Liste der wichtigsten Kunstmaler auf, was ihn von einem Kriegseinsatz, auch an der Heimatfront befreite.
1934 war Steppes auf der Biennale von Venedig an einer Ausstellung mit nahezu deutschen 50 Künstler beteiligt.  Einer in der Kunstpolitik gewünschten heroischen Germanisierung der Kunst mit nordischen Aspekten kam Steppes auch nach der Machtergreifung der NSDAP nicht nach. Über Dietrich Eckart gelangte er in den Umkreis der deutschnationalen Gruppierung, mit der ihn vermeintlich eine ähnliche Gesinnung verband. In Briefen an seine Frau äußerte er sich antisemitisch, so auch über die jüdischen Kunsthandlung Philipp in Posen, der ansonsten seine Werke gut verkaufte. Als freier Mitarbeiter des Völkischen Beobachters legte er jedoch Wert auf die freie Künstlerpersönlichkeit und ließ sich nicht völlig in die „Bewegung“ einbinden. Als Mitglied der NSDAP musste Steppes sich nach Kriegsende vor Gericht verantworten, wo er betonte, lediglich dem Versprechen Hitlers gefolgt zu sein, die deutsche Kunst zu fördern und einzig in diesem Bestreben der Partei beigetreten zu sein. Als Mitläufer zu einer Geldstrafe verurteilt wurde Steppes von der Anklage befreit.
Am 7. Januar 1945 wurde sein Atelier ausgebombt. Unzählige Zeichnungen sowie 40 bekannte Gemälde wurden dabei vernichtet. Der Künstler floh daraufhin mit seiner Frau zu der Tochter nach Ulrichsberg in Niederbayern.

### Späte Jahre (1945–1968)
Nach 1945 konnte Steppes seine Karriere ununterbrochen fortsetzen. Schon vor dem Krieg gab es enge Beziehungen zu Tuttlingen, so zog die Familie hier zu Freunden. 1948 zog Edmund Steppes mit seiner Frau nach Tuttlingen, wo diese bereits 1951 starb. 1950 schloss er sich wieder der Münchner Künstlergenossenschaft an und stellte in deren Ausstellungen im Haus der Kunst aus. 1952 nahm er zusammen mit dem Maler und ehemaligen Mitarbeiter der Gestapo und Mitglied der SS Alfred Hagenlocher (1914–1998) und dem Bildhauer Ulrich Kottenrodt an einer Ausstellung im Reutlinger Spendhaus teil, die von Hagenlocher organisiert wurde. 1953 wurde ihm vom Bundespräsidenten „In Anerkennung der um Staat und Volk erworbenen besonderen Verdienste...“ das Verdienstkreuz am Bande des Verdienstordens der Bundesrepublik Deutschland verliehen. Zu seinem 90. Geburtstag fand in der Tuttlinger Jahn-Halle 1963 eine umfangreiche Retrospektive mit über 100 Werken, die zwischen 1914 und 1963 entstanden, statt. Noch bis 1967 in Tuttlingen lebend zog der 95-jährige im Oktober wieder zu seiner Tochter nach Ulrichsberg. Dort verstarb Edmund Steppes am 9. Dezember 1968.

## Werke in Museen und Sammlungen
- Museumsberg Flensburg: Abendrot, 1900, Öl auf Leinwand, 85,5 × 75 cm, Invent. Nr. 17196
- Staatliche Kunsthalle Karlsruhe: Abendwolken, 1910, Öl auf Leinwand, Invent. Nr. 576
- Frye Art Museum: Zeit des Kuckucks, 1907, Öl auf Leinwand
- Städelsches Kunstinstitut und Städtische Galerie, Frankfurt am Main: Wiesenlandschaft, 1904, Öl auf Leinwand, 44 × 52 cm, Invent. Nr. SG 688
- Von der Heydt-Museum, Wuppertal: Vorfrühling, 1905/06, Öl auf Mahagoniholz, 40 × 60,5 cm

## Schriften
- Die Deutsche Malerei, München (Callwey), 1907
- ab 1923 diverse Beiträge im Völkischen Beobachter
- Sehen und Malen, Tuttlingen o. J. (1953).
- Über Kunst und Künstler, Tuttlingen 1964.
- Mehrheitswahn und Einsamkeit, Eine Betrachtung, Tuttlingen 1964.
- Ein Malerbüchlein, Tuttlingen 1965.
- Farbe und Malerei, Sehen und Schauen, Bekenntnisbüchlein eines Malers, Tuttlingen 1965.
- Das Trennende in Kunst und Geistesleben, München/Tuttlingen 1967.